# Оплеснина, Альбина Ивановна
Альбина Ивановна Оплеснина (1936, Сторожевск, Коми АССР — 13 марта 2011, Сыктывкар) — советская и российская оперная певица, заслуженная артистка России.

## Биография
Родилась в артистической музыкальной семье в 1936 году в селе Сторожевск Корткеросского района.
Отец — Иван Васильевич Оплеснин (1897—1942), музыкант, скрипач, музыкальный педагог, руководитель Ансамбля песни и пляски Коми АССР.
На протяжении 25 лет была примой Государственного театра оперы и балета Коми.
К её лучшим партиям относят: Иоланту в одноимённой опере Чайковского, принцессу цирка в оперетте Кальмана, Виолетту в опере Верди «Травиата».
Умерла 13 марта 2011 года в Сыктывкаре, похоронена на кладбище в посёлке Краснозатонский.

## Звания
- Народная артистка Республики Коми.
- Заслуженная артистка России.